# Тетиор, Александр Никанорович
Александр Никанорович Тетиор (укр. Олександр Никанорович Тетіор; род. 1936) — советский, украинский и российский инженер и конструктор; доктор технических наук, действительный член Крымской академии наук (1994) и Украинской экологической академии наук (1993).
Автор свыше 350 трудов, в том числе учебников и монографий, а также ряда патентов.

## Биография
Родился 16 января 1936 года в Челябинске в семье служащих: отец — Никанор Афанасьевич, был заместителем главного инженера Челябинского тракторного завода, мать — Софья Владимировна, преподаватель русского языка и литературы.

### Образование
Окончил челябинскую среднюю школу № 48 в 1953 году. В 1958 году окончил строительный факультет Уральского политехнического института (ныне Уральский государственный технический университет) по специальности «Городское строительство».
Кандидатскую диссертацию на тему «Исследования фундаментов-оболочек» защитил в 1968 году в Научно-исследовательском институте оснований и подземных сооружений в Москве. Там же в 1984 году защитил докторскую диссертацию на тему «Исследование облегченных железобетонных конструкций, взаимодействующих с грунтом».

### Деятельность
По окончании института, в 1958—1962 годах работал бригадиром комплексной бригады, мастером, старшим инженером производственно-технического отдела СУ-3 треста «Южгорстрой» (город Свердловск, ныне Екатеринбург).
В 1962—1966 годах — старший инженер, руководитель группы, исполняющий обязанности главного конструктора строительного отдела проектного института «Уралгипрохим» (Свердловск). В 1966—1973 годах — главный конструктор, руководитель сектора фундаментов научной части предприятия УралпромстройНИИпроект (ныне УралНИИпроект); старший научный сотрудник, доцент кафедры оснований и фундаментов Уральского политехнического института.
В 1973—1995 годах — заведующий кафедрой строительных конструкций, оснований и фундаментов, проректор по научно-исследовательской работе
Симферопольского филиала Днепропетровского инженерно-строительного института (ныне Приднепровская государственная академия строительства и архитектуры). Также преподавал в Таврическом национальном университете.
В 1995—1996 годах работал заместителем главного инженера фирмы «Зеленоградстрой» ЗАО «Моспромстрой» по новым технологиям, по совместительству -
профессор кафедры инженерных конструкций Московского государственного университета природообустройства. С 1996 года — профессор кафедры инженерных конструкций Государственного аграрного университета им. К. А. Тимирязева.
А. Н. Тетиор наряду с научно-педагогической, занимался общественной деятельностью: был председателем Крымского комитета экологической экспертизы (1990—1995), руководителем секции Научно-технического общества строителей Российской Федерации (1995—2000), членом научно-экспертного совета Российского института общественной экологической экспертизы (1995—2005), а также ряда иностранных организаций.

## Заслуги
- Награждён орденами Петра Великого и «Трудом и знанием», а также медалями, в числе которых золотые и серебряные медали ВДНХ СССР, медаль имени А. Нобеля[8].
- Удостоен званий «Заслуженный изобретатель Украинской ССР» (1986) и «Заслуженный деятель науки Российской Федерации» (2008).
- Лауреат Государственной премии Республики Крым (1997) и Национальной экологической премии Российского экологического движения (2014).